# Constantine Phipps, 5. Marquess of Normanby
Constantine Edmund Walter Phipps, 5. Marquess of Normanby (* 24. Februar 1954) ist ein britischer Peer und Politiker.
Er ist der Sohn von Oswald Phipps, 4. Marquess of Normanby (1912–1994) und Grania Guinness (* 1920). Er wurde am Worcester College der University of Oxford ausgebildet.
1990 heiratete er Nicola St. Aubyn, geborene Shulman, als deren zweiter Gatte. Mit ihr hat er drei Kinder:
- Sibylla Victoria Evelyn Phipps (* 1992)
- John Samuel Constantine Phipps, Earl of Mulgrave (* 1994)
- Thomas Henry Winston Phipps (* 1997)

Beim Tod seines Vaters 1994 erbte er dessen Titel, einschließlich des damit verbundenen Sitzes im House of Lords, den er als Crossbencher einnahm. Seine Antrittsrede im Parlament hielt er am 6. Juli 1994. Im Rahmen des House of Lords Act 1999 verlor er seinen erblichen Parlamentssitz.
Er bewohnt den Familiensitz Mulgrave Castle bei Whitby in Yorkshire.